# ريان أندرسون (لاعب كرة سلة مواليد 1992)
ريان أندرسون (بالإنجليزية: Ryan Anderson)‏ مواليد 4 ديسمبر 1992، هو لاعب كرة سلة أمريكي. بدأ مسيرته الاحترافية في سنة 2016. يلعب في الدوري البلجيكي لكرة السلة الدرجة الأولى. يحمل الرقم 12. يبلغ طوله 6 قدم 9 بوصة (2.1 م).

## روابط خارجية
- ريان أندرسون على موقع كرة السلة الأوروبية.كوم (الإنجليزية)
- ريان أندرسون على موقع كلية كرة السلة في سبورتس رفرنس.كوم (الإنجليزية)
- ريان أندرسون على موقع ريلجم (الإنجليزية)
- ريان أندرسون على موقع بروبوليرز (الإنجليزية)
- ريان أندرسون على موقع سبورتس رفرنس (الإنجليزية)